# 雪梨奧林匹克公園田徑中心
雪梨奧林匹克公園田徑中心是一座位於澳洲雪梨奧林匹克公園的綜合性體育場。它可容納5000人，也承辦過1996年世界青年田徑錦標賽。

## 外部連結
- 官方网站
- 體育場資訊
- 雪梨奧林匹克公園田徑中心 at Austadiums